# Masaaki Sawanobori
Masaaki Sawanobori (澤登 正朗 Sawanobori Masaaki?,  nacido el 12 de enero de 1970 en Fujinomiya, Shizuoka) es un exfutbolista y actual entrenador japonés. Jugaba de centrocampista y su último club fue el Shimizu S-Pulse de Japón. Actualmente dirige a la Universidad Tokoha.

## Trayectoria

### Clubes como futbolista
| Club            | País  | Año         |
| --------------- | ----- | ----------- |
| Shimizu S-Pulse | Japón | 1992 - 2005 |

### Selección nacional como futbolista
| Selección | País  | Año         |
| --------- | ----- | ----------- |
| Sub-20    | Japón | 1988        |
| Sub-23    | Japón | 1989 - 1992 |
| Absoluta  | Japón | 1993 - 2000 |

### Clubes como entrenador
| Club               | País  | Año             |
| ------------------ | ----- | --------------- |
| Universidad Tokoha | Japón | 2013 - Presente |

## Palmarés

### Como futbolista

#### Títulos nacionales
| Título             | Club            | País  | Año  |
| ------------------ | --------------- | ----- | ---- |
| Copa J. League     | Shimizu S-Pulse | Japón | 1996 |
| Copa del Emperador | Shimizu S-Pulse | Japón | 2001 |
| Supercopa de Japón | Shimizu S-Pulse | Japón | 2001 |
| Supercopa de Japón | Shimizu S-Pulse | Japón | 2002 |

#### Títulos internacionales
| Título           | Club (*)        | Sede       | Año  |
| ---------------- | --------------- | ---------- | ---- |
| Recopa de la AFC | Shimizu S-Pulse | Chiang Mai | 2000 |

(*) Incluyendo la selección

#### Distinciones individuales
| Distinción                                 | Año  |
| ------------------------------------------ | ---- |
| Novato del Año de la J. League             | 1993 |
| J. League Best XI                          | 1999 |
| Futbolista Japonés del Año                 | 1999 |
| Premio al Mejor Gol de diciembre de la AFC | 1999 |
| Premio al Logro                            | 2006 |
| Premio de Honor S-Pulse                    | 2006 |